# Fijewo (województwo warmińsko-mazurskie)
Fijewo – wieś w Polsce położona w województwie warmińsko-mazurskim, w powiecie iławskim, w gminie Lubawa.
W latach 1954–1972 wieś należała i była siedzibą władz gromady Fijewo. W latach 1975–1998 miejscowość administracyjnie należała do województwa olsztyńskiego.
We wsi znajduje się Urząd Gminy Lubawa.